# عباس شعری مقدم
عباس شعری مقدم (زاده آذرماه ۱۳۲۲) سیاست‌مدار و مدیر اجرایی ایرانی است که از شهریور ۹۲ تا اسفند ۹۴ معاون وزیر نفت در امور پتروشیمی و مدیر عامل شرکت ملی صنایع پتروشیمی ایران بود. این شرکت قبل از خصوصی سازی  بزرگترین تولیدکننده فراورده‌های پتروشیمی در ایران و خاورمیانه بود ولی اکنون نقش سیاستگذاری ، رگولاتوری و نظارت بر صنعت پتروشیمی کشور را بر عهده دارد.